# Corythoraptor
Corythoraptor (griechisch für „Helmjäger“) gehört zur Gruppe der Oviraptoridae und lebte während des späten Maastrichtium im heutigen Südchina. Die einzig bekannte Art ist Corythoraptor jacobsi, welche aus einem einzigen gut erhaltenen Skelett besteht und nach dem Paläontologen Louis L. Jacobs benannt wurde. Das Tier trug einen hohen Kamm, welcher dem des Helmkasuars ähnelt. Dieser Kamm verfügte wahrscheinlich über ähnliche Anzeige- und Resonanzfunktionen wie der des Kasuars.
Wie bei anderen Oviraptoriden sind die Knochen stark pneumatisiert und weisen viele Lufteinschlüsse auf, außerdem weisen sie auf saisonale Wachstumsschübe hin. Das Typusexemplar starb wahrscheinlich im Alter von 6 bis 7 Jahren und erreichte eine Länge von 1,6 Metern, wobei das Wachstum der Tiere wahrscheinlich bis zum 8. Lebensjahr anhielt.
Corythoraptor bewohnte möglicherweise überwiegend trockene Umgebungen und ernährte sich von dürrerestistenten Pflanzen, Nüssen und Samen.

## Entdeckung
Corythoraptor wurde erstmals 2017 vom chinesischen Paläontologen Lü Junchang und seinen Kollegen beschrieben. Der Holotyp: JPM-2015-001, ist ein fast vollständiges Skelett eines mindestens sieben oder acht Jahre alten Individuums. Es ist eines der am besten erhaltenen Oviraptorsaurier-Fossilien. Das Fossil wurde in der Nanxiong-Formation in der Nähe des Bahnhofs Ganzhou, Jiangxi, in Südchina entdeckt. Das Exemplar wird bis heute im Paläontologischen Museum in Jinzhou aufbewahrt.
Der Name Corythoraptor bezieht sich auf den markanten Kamm auf dem Kopf des Tieres. Der Artname jacobsi ehrt den amerikanischen Wirbeltierpaläontologen Louis L. Jacobs, der drei der Autoren während ihrer Doktorarbeit an der Southern Methodist University in Dallas, Texas, betreute.

## Beschreibung

### Schädel

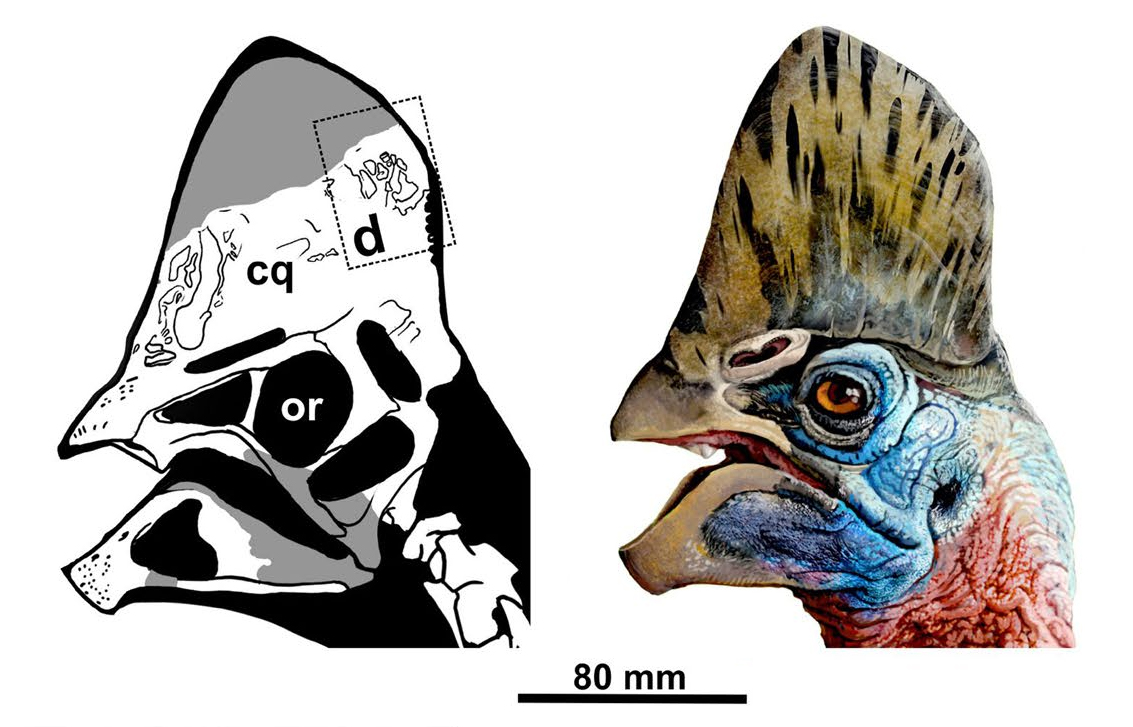
Rekonstruktion des Schädels

Corythoraptor trug einen hohen, möglicherweise keratinhaltigen Kamm auf dem Kopf, der dem eines Helmkasuars ähnelte. Der Kamm ist pneumatisiert und weist mehrere durch dünne Knochenwände getrennte Kammern auf. Die starke Pneumatisierung könnte dazu geführt haben, dass der Kamm ziemlich biegsam war und stärkeren Stößen nicht standhielt.
Das Tier besaß relativ große Augenhöhlen. Der untere Teil des Zwischenkieferbeins weist mehrere unregelmäßig verteilte Vertiefungen auf, die wahrscheinlich Foramen darstellen, die den Blutfluss ermöglichen, was auf eine Keratinhülle über dem zahnlosen Schnabel hinweist.

### Skelett
Corythoraptor hatte 12 Halswirbel. Der 6. und 11. Wirbel sind am längsten, vom 5. bis zum 12. Wirbel, befindet sich jeweils in der Mitte des Wirbels eine Lufttasche. Die Lufttasche am 5. Wirbel ist nahezu kreisförmig und hat einen Durchmesser von 4,8 Millimeter. Die Gelenkfläche auf der vorderen Seite ist stark konkav, die hintere Gelenkfläche ist nur mäßig konvex. Die vorderen Gelenkflächen sind nahezu quadratisch und breiter als die hinteren Gelenkflächen. Die Rippen sind mit den Wirbeln verwachsen und die Neuralbögen sind dicht pneumatisiert und verfügen über mehrere kleine Luftkammern
Es ist unklar, wie viele Rückenwirbel Corythoraptor hatte, da das Exemplar nur die ersten sechs Wirbel aufweist. Die Rückenwirbel sind kürzer als die Halswirbel, aber der 2. und 3. Rückenwirbel weisen größere Luftkammern. Die vordere Gelenkfläche ist leicht konkav und die hintere Gelenkfläche nahezu flach. Nur die letzten beiden Sakralwirbel sind erhalten, jeder ist glatt, rund und enthält kleine Luftkammern. Die ersten 5 Schwanzwirbel sind erhalten, wobei die ersten 3 vollständig sind. Die Luftkammern sind an den ersten beiden Wirbeln klein und lang und an den übrigen etwas größer. Die Neuralbögen ähneln sehr stark denen von Nankangia, außerdem gibt es an den Wirbeln Vertiefungen.

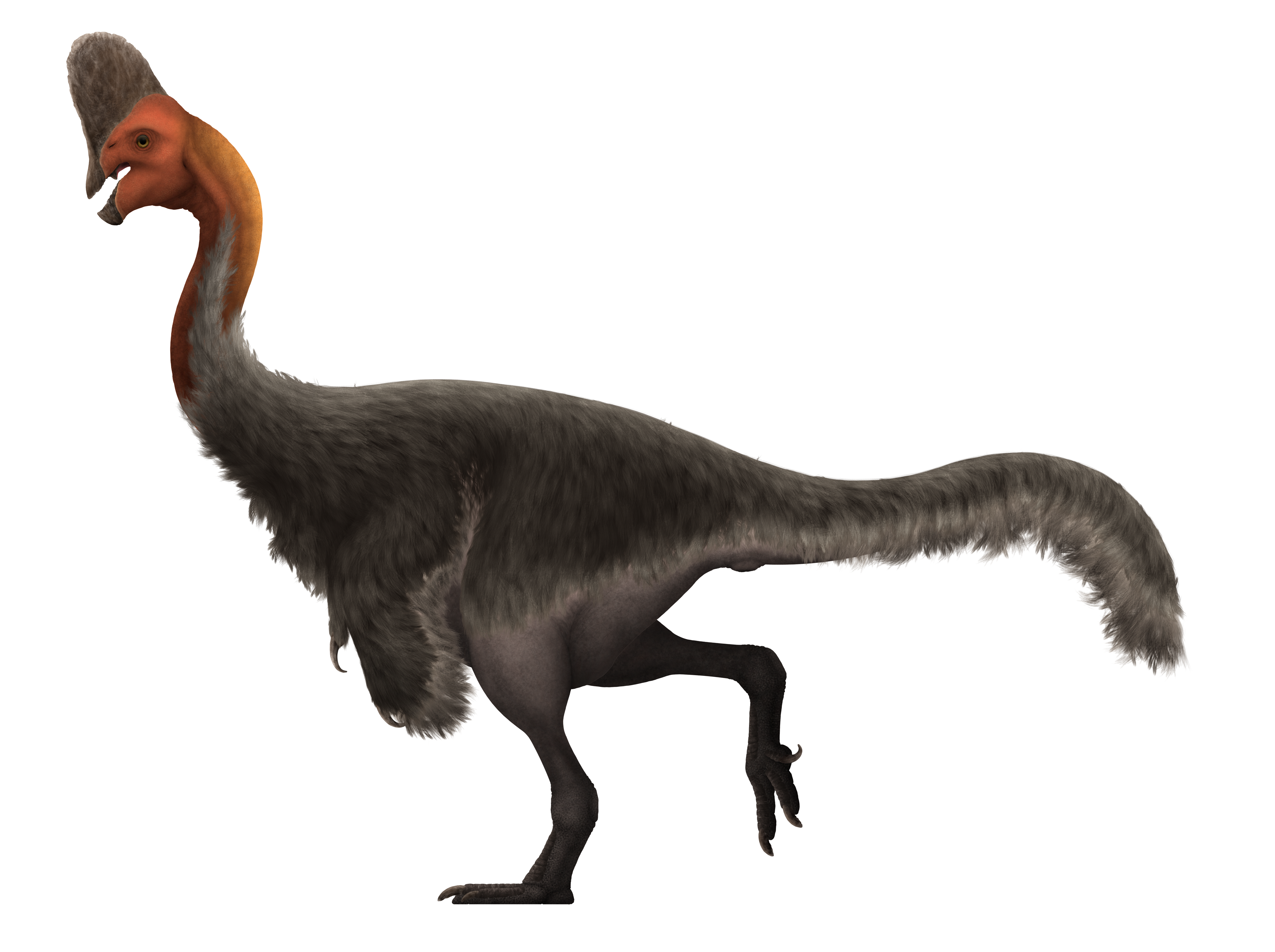
Spekulative Lebendrekonstruktion von Corythoraptor

Der linke Oberarmknochen ist fast vollständig erhalten und macht etwa 27 % der gesamten Armlänge aus, mit Ausnahme der Hand, welche 48 % ausmacht. Ähnlich wie bei anderen Oviraptoriden ist dieser leicht verdreht. Die Elle ist etwas kürzer als der Oberarmknochen und macht einschließlich der Hand 26 % der gesamten Armlänge aus. Die Fingerknochen sind lang und robust, wobei die ersten etwa 72 % länger als der zweite Mittelhandknochen sind und der dritte Finger der kleinste ist. Die Krallen sind schwach gebogen und nehmen vom ersten zum dritten Finger an Größe und Krümmung ab.
Corythoraptor zählte zu den Echsenbeckendinosauriern und hatte deshalb eine für diese Art typische Hüfte, wie bei anderen späten Oviraptoriden (außer Nomingia) ist das Schambein konkav. Der Oberschenkelknochen ist länger als das Darmbein und macht einschließlich des Fußes 30 % der gesamten Beinlänge aus.

## Klassifikation
Corythoraptor ist ein Oviraptorid, die phylogenetische Analyse ergab, dass er eng mit Huanansaurus, Citipati, dem Zamyn-Khondt-Oviraptorid, Rinchenia und Oviraptor verwandt ist.

## Paläobiologie

### Nahrung
Die Kieferstruktur von Oviraptoriden ähnelt der von pflanzenfressenden Papageien und Schildkröten; Oviraptoriden kommen normalerweise recht häufig vor, was typisch für Pflanzenfresser ist. Saurier wie Caudipteryx wurden mit Gastrolithen (Magensteinen) gefunden, die einige Pflanzenfresser zur Unterstützung bei der Verdauung von zähem Pflanzenmaterial verwendeten, was darauf hindeuten könnte, dass Oviraptoriden Pflanzenfresser waren. Es ist unklar, welche Pflanzen sie fraßen, da über die Paläoflora der späten Kreidezeit Chinas nur wenig bekannt ist. Es wurde auch vermutet, dass diese Dinos Schalentiere gefressen haben, aber der Kieferapparat war nicht zum Zerkleinern von Muscheln geeignet.
Da aus Ganzhou sechs verschiedene Oviraptoridenarten bekannt sind, besteht die Möglichkeit einer Nischenaufteilung, bei der die verschiedene Arten unterschiedliche Nahrungsquellen nutzten.

### Ontogenese
Basierend auf der histologischen Analyse eines Teils des Wadenbeins und der Speiche, deuten die Wachstumsspuren darauf hin, dass der Holotyp zum Zeitpunkt seines Todes etwa 6 bis 7 Jahre war. Ein Teil der Speiche zeigt drei deutliche dunkle Streifen, die auf einen Wachstumsstopp hinweisen. Da das Wachstum in der Nähe des Knochenrandes wieder einsetzte, starb das Exemplar wahrscheinlich zu Beginn einer neuen Vegetationsperiode und war daher noch ein junger Erwachsener, der seine maximale Größe noch nicht erreichte. Wenn der Kamm tatsächlich für die Paarung diente, würde dies darauf hindeuten, dass Corythoraptor sexuell aktiv war, bevor er sein Wachstum beendete und dass das Wachstum mehr als acht Jahre andauerte. Zu diesem Zeitpunkt seiner Entwicklung erreichte Corythoraptor eine Länge von etwa 1,6 Metern, was für ein Oviraptorid etwa mittelgroß ist.

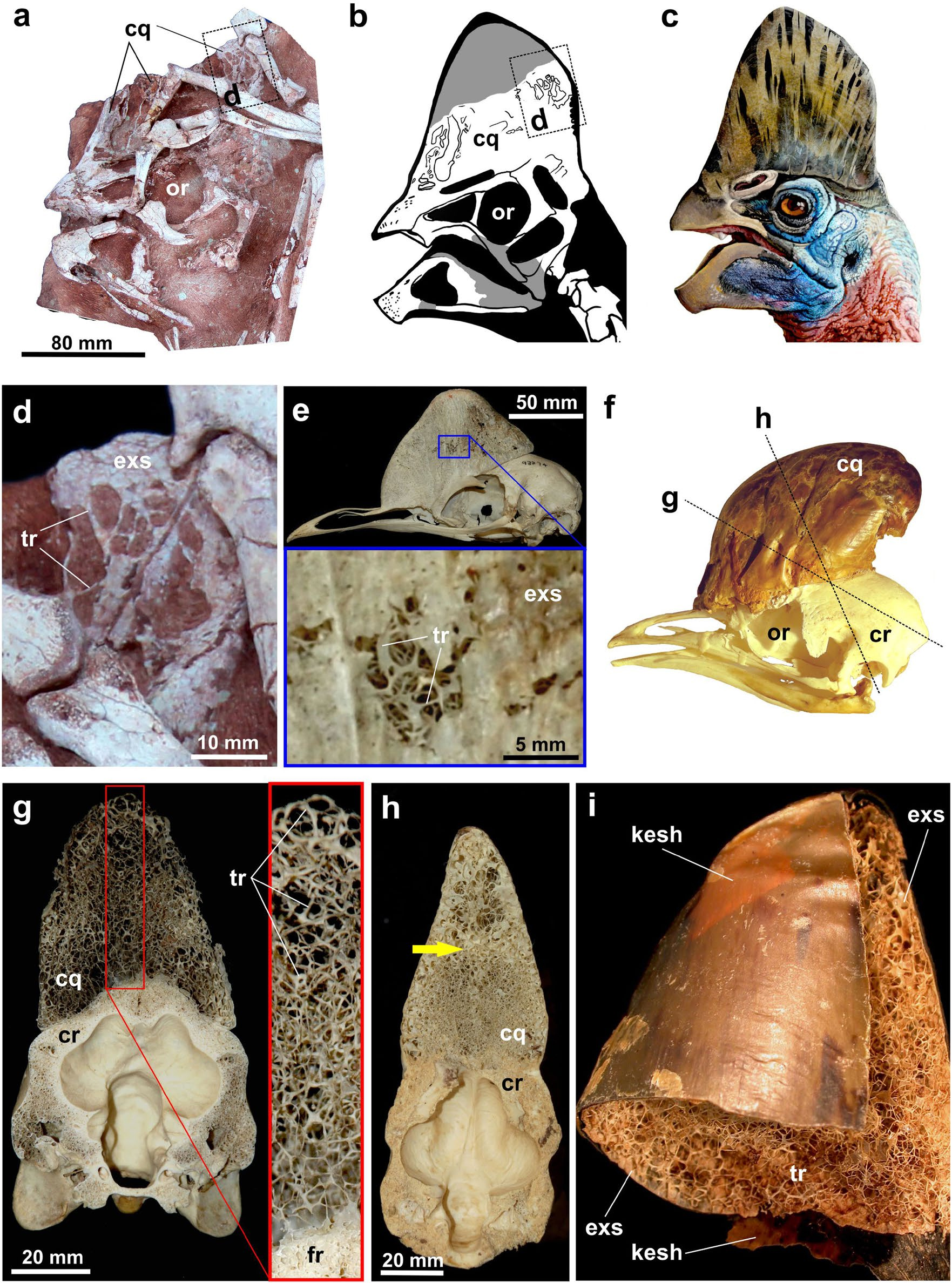
Vergleich des Kamms zwischen Corythoraptor und Kasuar

### Funktion des Kamms
Der Kamm des Corythoraptors ähnelt stark dem des heute lebenden Helmkasuars. Dieser nutzt seinen Kamm, um Wärme aus der Gehirnhöhle abzuleiten und als Resonator, für die Erkennung oder Bestimmung niederfrequenter Signale über eine größere Entfernung. Es ist jedoch unklar, ob Corythoraptor in der Lage war, niedrige Frequenzen zu erzeugen. Es ist auch möglich, dass der Kamm zur Präsentation verwendet wurde, wobei größere und stärker verzierte Kämme einen höheren Rang in der Gruppenhierarchie während der Paarungszeit entsprechen. Der kasuarartige Kamm, der Hals und die scharfen Krallen könnten darauf hindeuten, dass Corythoraptor einen kasuarähnlichen Lebensstil hatte.

## Umwelt
Ganzhou ist bekannt für seine Vielfalt an Oviraptoriden, die Eiergelege, Skelette und sechs weitere Gattungen hervorbringt: Banji, Jiangxisaurus, Nankangia, Ganzhousaurus, Huanansaurus und Tongtianlong. Andere Dinosaurier, wie Nanshiungosaurus, die Tyrannosaurierart Qianzhousaurus, der Sauropode Gannansaurus und der Hadrosaurier Microhadrosaurus, sind auffallend selten. Allerdings weisen Spurenfossilien aus dem nahegelegenen Yangmeikeng-Gebiet auf eine Ansammlung vorwiegend von Ornithopoden (Hadrosauriden), aber auch Nodosauriden, Therizinosauriden, Tyrannosauriden, Oviraptoriden, Coelurosauriern, Deinonychosauriern, Flugsauriern (Pteraichnus) und Schildkröten hin (Bei dem Gebiet handelte es sich wahrscheinlich um eine Seenumgebung).